# محوطه ده کهنه چکشه
محوطه ده کهنه چکشه در شهرستان سقز، بخش مرکزی، روستای چکشه واقع شده و این اثر در تاریخ ۱۰ دی ۱۳۸۱ با شمارهٔ ثبت ۶۸۴۴ به‌عنوان یکی از آثار ملی ایران به ثبت رسیده است.